# النا هولمبرگ
النا آنژلیکا دولورس هولمبرگ لانوس (زاده: ۲۴ مه ۱۹۳۱ - ناپدید شده: ۲۰ دسامبر ۱۹۷۸)، معروف به النا هولمبرگ، یک دیپلمات آرژانتینی بود که در سال ۱۹۷۸ ربوده و ترور شد. او به دلیل اینکه اولین زنی بود که از مؤسسه خدمات خارجی فارغ‌التحصیل شد، ممتاز گردید. هولمبرگ یکی از مقامات مهم دیکتاتوری نظامی بود که در سال ۱۹۷۶ قدرت را به دست گرفت، و به‌طور کلی اعتقاد بر این است که توسط رژیمی که به آن تعلق داشت، بازداشت-ناپدید و سپس کشته شد.

## زندگی‌نامه
النا هولمبرگ از یک خانواده سنتی و خواهر سرهنگ بازنشسته انریکه هولمبرگ و دختر عموی ژنرال الخاندرو لانوس (رئیس‌جمهور بالفعل سابق جمهوری آرژانتین) بود. او به عنوان یک کارمند حرفه‌ای در سفارت آرژانتین در فرانسه کار می‌کرد.
به دلیل اصطکاک با کارکنان «مرکز اطلاعات خلبان» (گروهی از افسران اطلاعاتی نیروی دریایی آرژانتین که مقر آنها در پاریس بود و در آنجا پوما پرن، آلفردو آستیز و آدولفو دوندا نیز مأمور به کار بودند)، هولمبرگ برای گزارش به مافوق خود به بوئنوس آیرس احضار شد. در آنجا او توسط گروه تاریاس در ۲۰ دسامبر ۱۹۷۸ ربوده شد، این زمانی بود که او وزارت امور خارجه را ترک کرد تا با گروهی از روزنامه‌نگاران فرانسوی ملاقات کند.
افرادی که بعداً از دانشکده مکانیک افسران نیروی دریایی (ESMA) آزاد شدند اعلام کردند که در آن زمان برخی از افسران بازداشتگاه به مشارکت آنها در ناپدید شدن النا هولمبرگ اشاره کردند.